# Øre

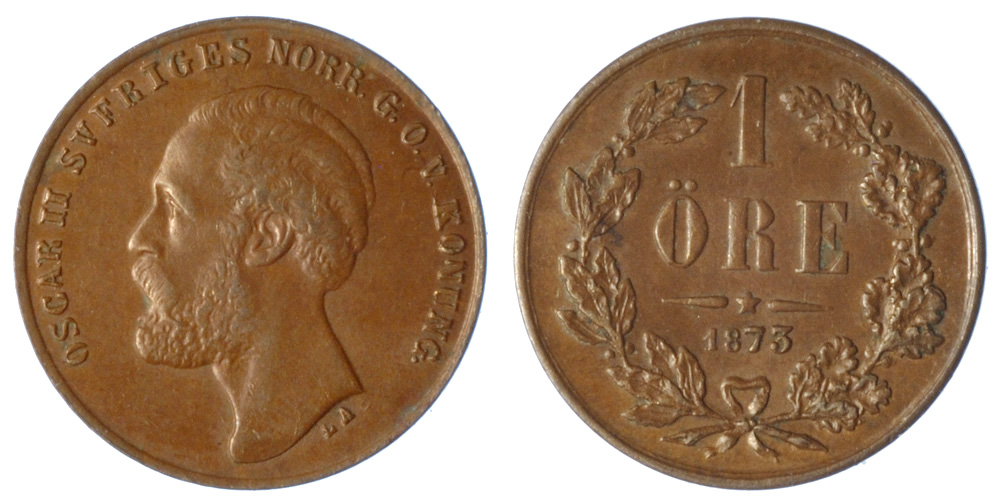
Zweeds muntstuk van 1 öre uit 1873

De øre is 1/100 deel van de Deense en Noorse kroon, de öre is 1/100 deel van de Zweedse kroon, de eyrir is 1/100 deel van de IJslandse kroon en de oyra is 1/100 van de Faeröerse kroon. Het woord is afgeleid van het Latijnse aureus ("gouden munt"). Het woord øre betekent in het Deens en het Noors ook "oor" (vgl. de historische Nederlandse munt oortje).
In Denemarken en op de Faeröer is de munt van 50 øre of oyra nog een geldig betaalmiddel. Voorheen werden ook munten van 1, 2, 5, 10 en 25 øre of oyra gebruikt. In Zweden zijn de öremunten in 2010 afgeschaft, maar wordt de öre nog wel bij girale betalingen gebruikt. In Noorwegen is het 50 ørestuk in 2012 uit circulatie genomen. IJsland schafte de eyrir in 2003 af. 